# Kvíslarmúli
Kvíslarmúli är en av tre mindre kullar Múli av vilka de andra är Stakimúli och Þverbrekknamúli i republiken Island. De ligger i regionen Suðurland, 130 km nordost om huvudstaden Reykjavík. Toppen på Kvíslarmúli är 631 meter över havet.